# Internet Explorer 10
Windows Internet Explorer 10 (forkortet IE10) er den tiende udgave af Internet Explorer udviklet og udgivet af Microsoft den 26. oktober 2012, og er efterfølgeren til Internet Explorer 9. Internet Explorer 10 udkom først til Windows 7 og Windows Server 2008 den 26. februar 2013
Den 12. april 2011 frigav Microsoft den første "IE10 Platform Preview", som kun kunne på Windows 7 eller nyere. Mens den anden platform forhåndsvisning var også tilgængelig for Windows 7 og senere efterfølgende platform previews kun kører på Windows 8. Den første preview frigivelse kom fire uger efter den endelige frigivelse af Internet Explorer 9. IE10 nåede til generel tilgængelighed den 4. september 2012 som en komponent i Windows Server 2012. En forhåndsvisning af IE10 for Windows 7 er planlagt til udgivelse i november 2012.
IE10 udvider på Internet Explorer 9 funktionalitet i forhold til CSS3 support, hardware acceleration
^ Metro version af IE 10 vil være "Plugin Free" 
, og HTML5 støtte. På Windows 8, vil den blive opdelt i to versioner med forskellige brugergrænseflader: en ny Metro app, der ikke vil støtte plug-ins, og en traditionel desktop.
Internet Explorer 10 blev første gang annonceret den 12. april 2011 ved MIX 11-konferencen i Las Vegas. På denne konference fremviste Microsoft en demoversion af Internet Explorer 10 sammen med en demoversion af Windows 8. På samme dag blev en testversion af Internet Explorer 10 frigivet på Microsofts hjemmeside. Browseren understøtter kun Windows 7 og senere styresystemer. Testversionen understøtter kun Windows 8. Responsen på frigivelsen af Internet Explorer 10 var svingende, men det bemærkedes hvor hurtigt (29 dage) efter frigivelsen af Internet Explorer 9 at Microsoft annoncerede denne næste version.
Internet Explorer 10 medfølger når man installerer Windows 8 og Windows Server 2012. Sidstnævnte kom på markedet den 4. september 2012, mens Windows 8 blev frigivet den 26. oktober 2012. En testversion af Internet Explorer 10 til Windows 7 er planlagt til november 2012..